# 板橋区立加賀中学校
板橋区立加賀中学校（いたばしくりつかがちゅうがっこう）は、東京都板橋区加賀にある公立中学校。

## 沿革
- 1958年（昭和33年）4月1日 - 開校
- 1997年 - 1998年（平成9年度 - 10年度） - 文部省環境教育推進モデル市町村実践協力校

## 施設
- 校舎は12室、特別教室が15室。
- 柔剣道場（明倫館）、テニスコート、体育館、プール
- その他、かるがもが住み着ける大きさの池や東屋もある。

## 受賞
- 1996年（平成08年）3月20日吹奏楽アンサンブルコンテスト全国大会金賞
- 1999年（平成11年）3月2日吹奏楽アンサンブルコンテスト全国大会銀賞
- 1999年（平成11年）9月3日区立中学校総合体育大会総合優勝校
- 1999年（平成11年）2月5日東京都教育委員会生徒表彰
- 2000年（平成12年）9月7日区立中学校総合体育大会総合優秀校
- 2006年（平成18年）9月5日区立中学校総合体育大会総合優秀校

## 部活動

### 運動部
- 女子バレーボール
- バスケットボール
- ソフトテニス
- 野球
- サッカー
- 卓球

### 文化部
- 吹奏楽
- 美術
- 茶道
- 英語